# 伊号第三百七十潜水艦
伊号第三百七十潜水艦（いごうだいさんびゃくななじゅうせんすいかん）は、大日本帝国海軍の潜水艦。伊三百六十一型潜水艦の10番艦。以下、日本海軍の潜水艦名は「伊370潜」等と略記する。

## 艦歴
1942年の改⑤計画第5470号艦。1943年12月4日に三菱重工業神戸造船所で起工。1944年5月26日に進水。同年9月4日に竣工。佐世保鎮守府籍。同日、第十一潜水戦隊に編入。
11月4日、第七潜水戦隊に編入。その後、回天搭載艦へ改装される。
アメリカ軍の硫黄島侵攻に対し、「伊370潜」と「伊44潜」、「伊368潜」で回天特別攻撃隊千早隊を編成。「伊370潜」は大津島基地で回天5基を搭載して2月21日に出撃し未帰還となった。
アメリカ側記録によると、26日日の出頃、硫黄島からサイパンへの帰途船団を護衛していた米駆逐艦フィネガンは、硫黄島南方沖合で浮上航走中の潜水艦をレーダーで発見し、船団から分離して潜水艦に向かう。それから8分後、レーダーの光点が消え、潜水艦は急速潜航していった。0659、フィネガンはソナーで潜水艦を探知し、ヘッジホッグを投下するも失敗。続けて炸裂深度を深く設定した爆雷13発とヘッジホッグを投下。1000、炸裂深度を中深度に設定した爆雷13発を投下。5分後、深いところからくぐもった爆発音を聴取。まもなく大量の気泡が浮かび、続けて海中での小爆発を聴取。そして重油の流出と潜水艦のものと思われる残骸が浮かんでくるのを確認し、残骸を回収した。これが伊370の最期であり、艦長の藤川進大尉以下回天搭乗員5名、回天整備員5名を含む乗員94名全員戦死。その位置は北緯22度45分、東経141度27分。
3月14日硫黄島付近で沈没と認定。4月10日に除籍された。

## 歴代艦長

### 艦長
1. 藤川進 大尉：1944年9月4日 - 1945年2月26日戦死[12]